# Universidade de Waikato
A Universidade de Waikato (em inglês "The University of Waikato", e em Māori "Te Whare Wānanga i Waikato"), é uma universidade localizada em Hamilton, na Nova Zelândia. Foi fundada no ano de 1964.

## História
Em 1956, dois homens da cidade de Hamilton começaram uma petição para que fosse criada na cidade uma universidade. Após uma série de discussões com o governo neozelandês ao longo dos anos, a universidade foi construída em 1964.
Em 1989, a universidade se tornou a primeira do país a ter estudantes terminando sua graduação através da internet. Em 1998, um novo campus foi criado na cidade de Tauranga.

### Páginas da Web
Donnis, Jake (2004). «The History of the University of Waikato». Consultado em 6 de maio de 2019. Cópia arquivada em 24 de janeiro de 2019

### Relatórios
Robson, John (2017). History of the University of Waikato Campus (Relatório). Hamilton: University of Waikato Library 